# Енбекши (Карасайский район)
Енбекши (каз. Еңбекші, до 199? г. — Биокомбинат) — село в Карасайском районе Алматинской области Казахстана. Входит в состав Айтейского сельского округа.

## История
В советское время село именовалось "Биокомбинат", переименовано в Енбекши в 1990-х годах.
Решением маслихата Алматинской области от 12 апреля 2013 года № 15-102 и постановлением акимата Алматинской области от 12 апреля 2013 года № 112 (зарегистрировано Департаментом юстиции Алматинской области 24 апреля 2013 года № 2348) село Енбекши было передано в новообразуемый Айтейский сельский округ из состава Ушконырского сельского округа.

## Население
В 1999 году население села составляло 1440 человек (681 мужчина и 759 женщин). По данным переписи 2009 года в селе проживал 2521 человек (1209 мужчин и 1312 женщин).  По данным на 2013 год население села составляло 2809 человека.